# Église Notre-Dame-de-l'Assomption de Petit-Bourg
Pour les articles homonymes, voir Notre-Dame-de-l'Assomption.
L’église Notre-Dame-de-l'Assomption, également appelée église Notre-Dame-du-Bon-Port, est une église de culte catholique située place de l'Église au centre-ville de Petit-Bourg dans le département et la région de la Guadeloupe en France. Elle est consacrée à l'Assomption de la Vierge Marie et rattachée au diocèse de Basse-Terre et Pointe-à-Pitre.

## Historique

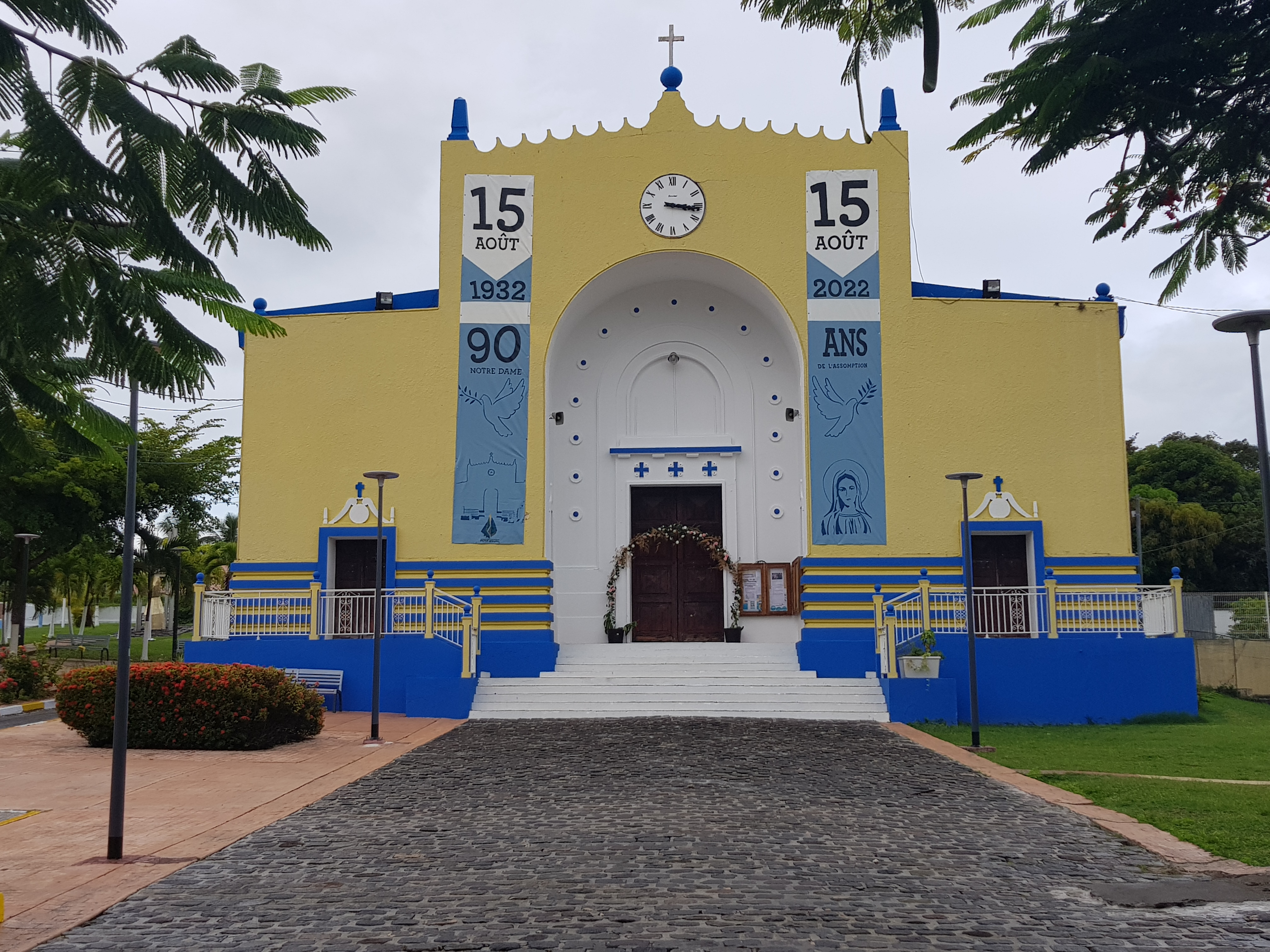
Église Notre-Dame-de-l'Assomption de Petit-Bourg, commémorations des 90 ans de l'église.

Plusieurs églises paroissiales se sont succédé à Petit-Bourg avant le bâtiment actuel : la première date de 1665 et était construite sur le site de l'Habitation Trinité, la deuxième est érigée en 1727 au sommet du Morne Courbaril ; elle est suivie par un édifice en bois construit après 1752 sur un terrain offert par M. Boyer de Caurieux, propriétaire dans le village. Le cyclone du 26 juillet 1825 détruit ce bâtiment. Il est alors reconstruit en maçonnerie sur le site qu'il occupe actuellement en 1828. Ce dernier édifice est très fortement endommagé par le séisme de février 1843. les registres signale qu'en 1888 l'église menace ruine, ainsi que dans ceux de  1903. Vers 1911, deux chapelles latérales lui sont ajoutées et un maître-hôtel en marbre blanc est installé en 1913 ; mais l'ouragan Okeechobee de septembre 1928 qui dévaste l'archipel endommage fortement l'église. Une chapelle provisoire est alors construite près du presbytère.   
L'église actuelle a été construite à partir de 1930 par l'architecte Ali Tur – qui œuvre entre 1930 et 1936 à la reconstruction d'une centaine de bâtiments sur l'archipel de la Guadeloupe ravagé par le cyclone Okeechobee – en remplacement de l'église Notre-Dame-du-Bon-Port. Elle est inaugurée le jour de l'Assomption le 15 août 1932. Les stations d'un nouveau chemin de croix sont bénies en novembre 1932. 
En 1961, la manufacture des glaces et verres Albert Gerrer de Mulhouse remet une série de sept vitraux mis en plomb dans l'église. 
En 2020-2021, elle bénéficie du financement du Loto du patrimoine (à hauteur de 371 000 euros) pour la restauration de son clocher (cloche et faîtage) dont la nécessité existait depuis seize ans.
En août 2022, les 90 ans de sa construction sont fêtées.

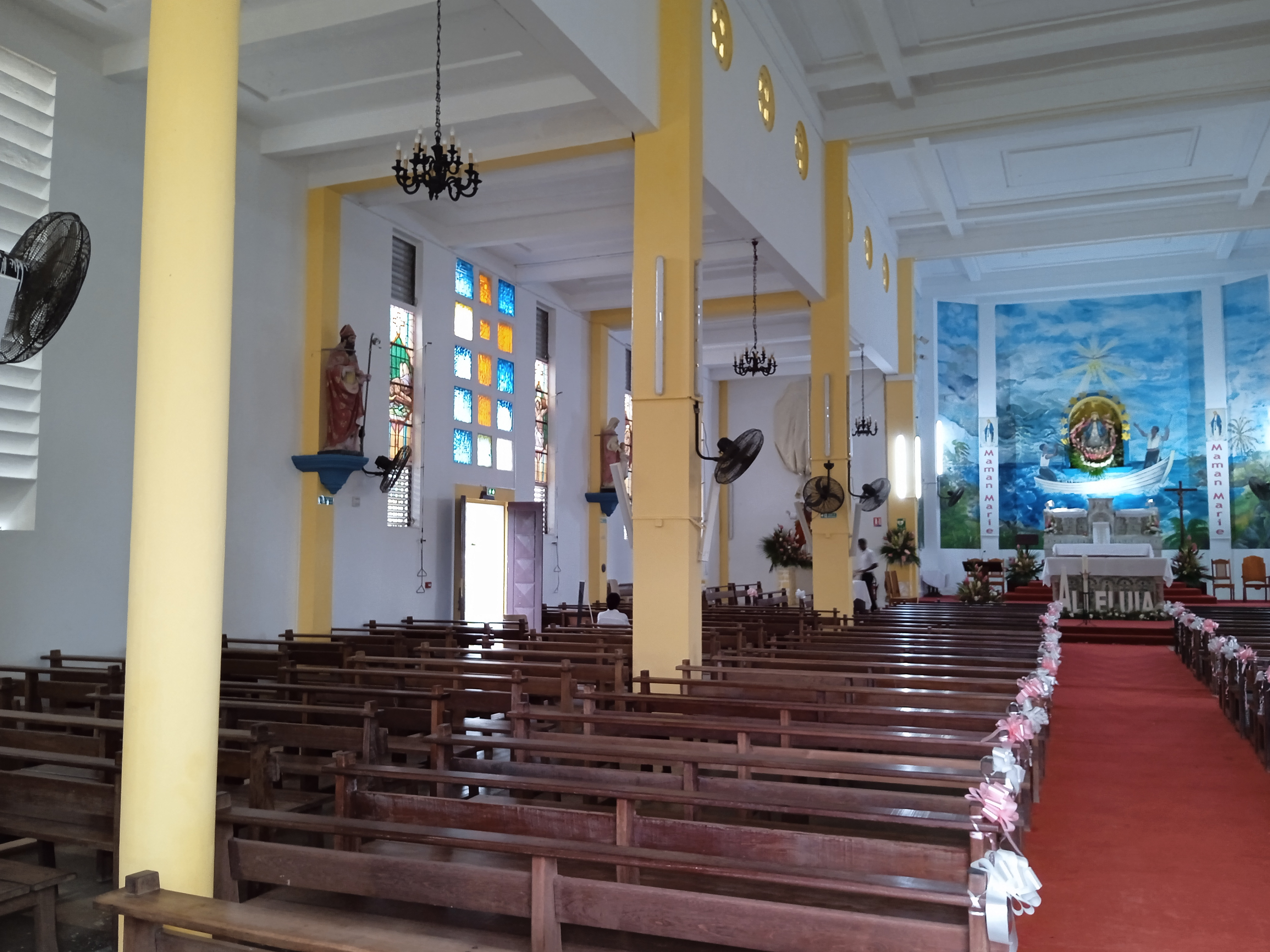
Intérieur de l'Église Notre-Dame-de-l'Assomption de Petit-Bourg.
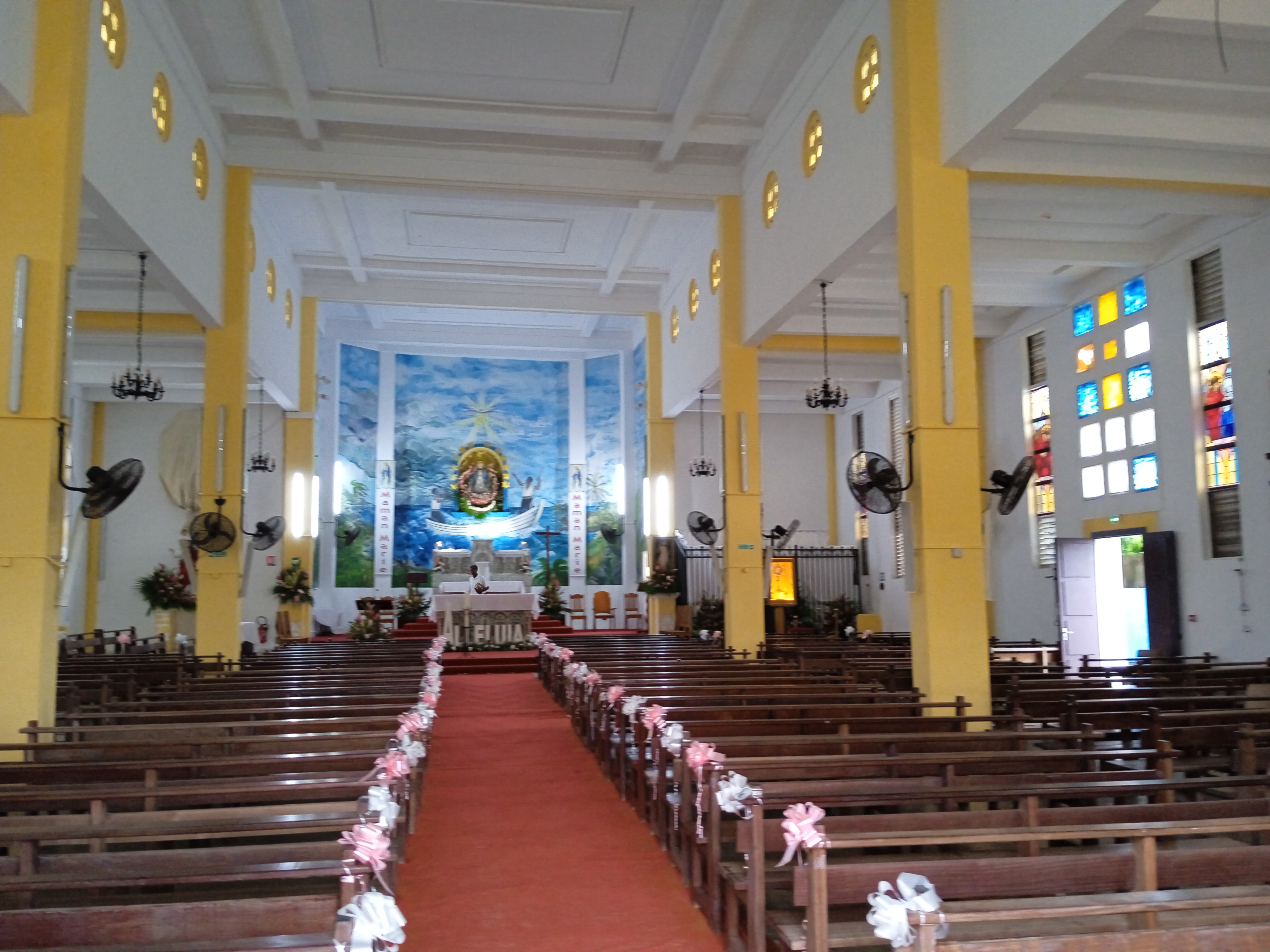

## Architecture et ornements
L'édifice actuel est construit en béton armé, à partir de 1930, sur un bâtiment antérieur avec l'inspiration du style néo-soudanais. Elle est constituée d'une nef centrale, sans transept, et de deux travées latérales ornées de nombreux éléments géométriques, de claustras, de carrelages, de vitraux et de baies pour lesquels l'architecte a porté un soin particulier.

### Le clocher
Situé place de l'église, en arrière de celle-ci et séparée d'elle, il date de la reconstruction de l'église après le tremblement de terre de 1843. En 1852, le clocher est délabré. En 1855, le conseil de fabrique de la ville constate la nécessité de reconstruire un clocher. Celui-ci compte un rez-de-chaussée en maçonnerie et un étage en bois, couvert en essentes. Il est restauré en 1909, puis d'importantes réparations sont aussi effectuées après l'ouragan Okeechobee en 1928. 
Le 30 mars 2021, le clocher est béni par Mgr Jean-Yves Riocreux après sa restauration dans le cadre des la Mission Stéphane Bern, avec le concours financier de la Fondation du Patrimoine, de la Française des jeux et de la Préfecture de la Guadeloupe. 

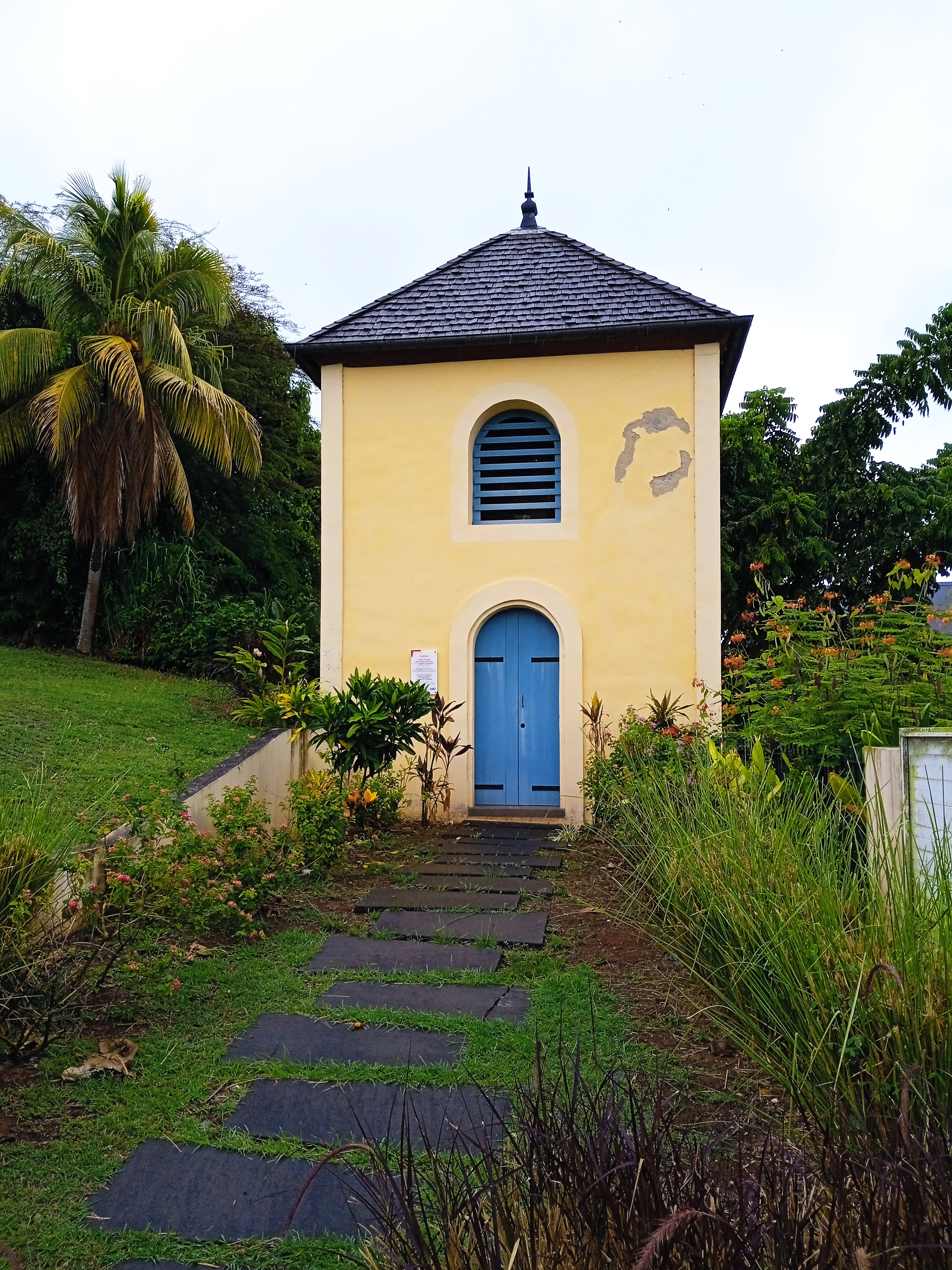
Le clocher.
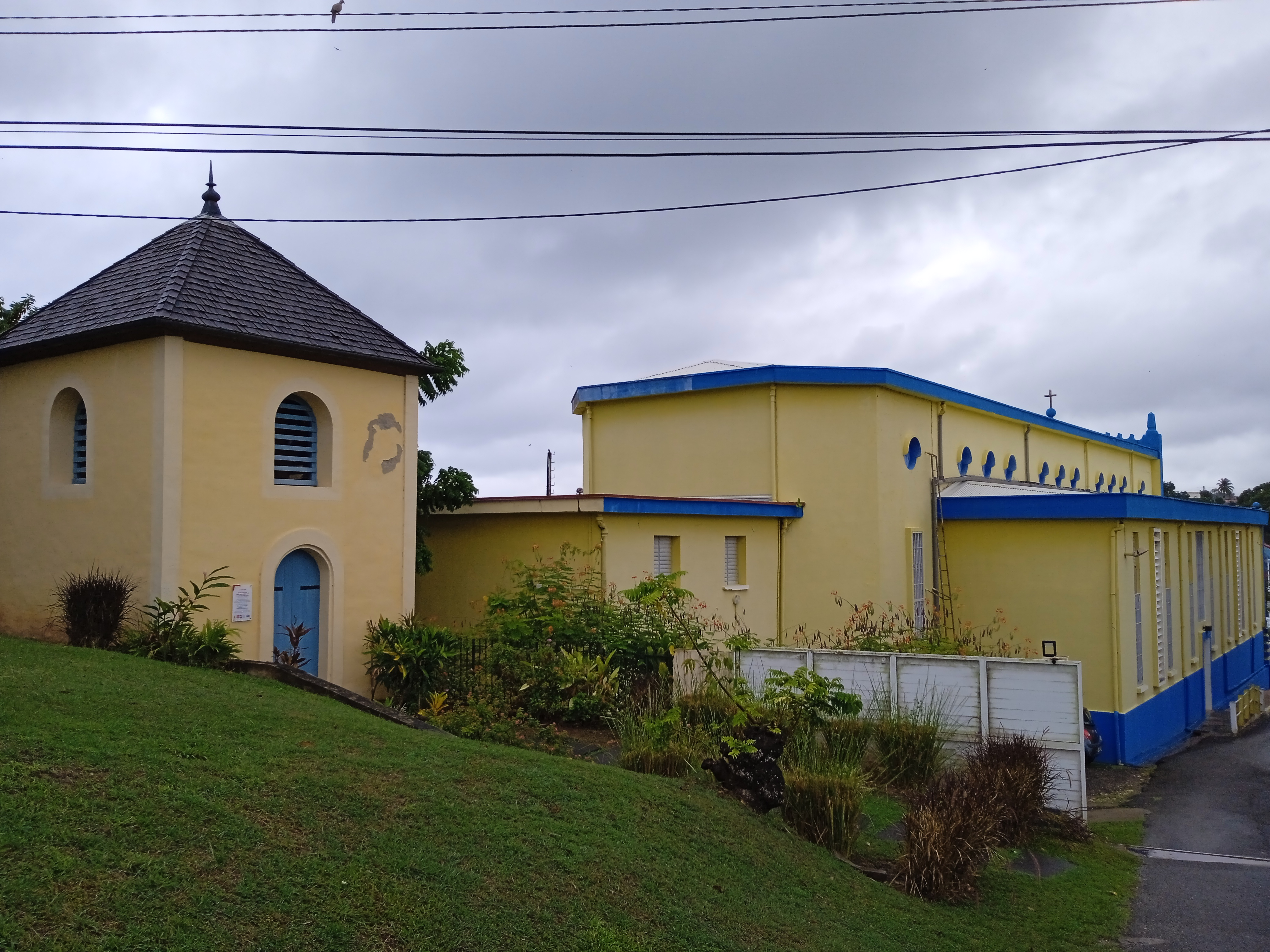
Église Notre-Dame-de-l'Assomption de Petit-Bourg et son clocher.
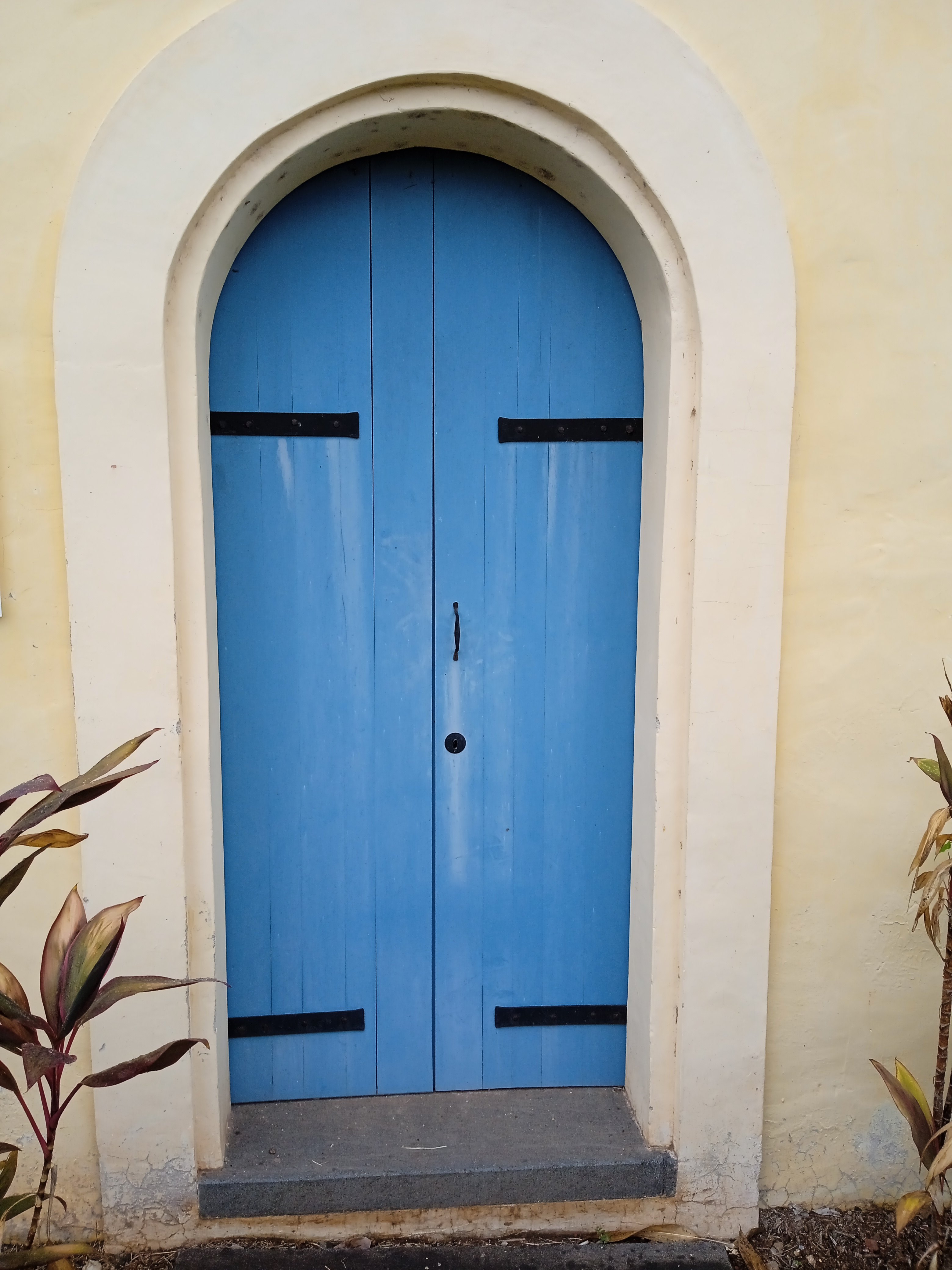
Porte du clocher de l'église Notre-Dame-de-l'Assomption de Petit-Bourg.
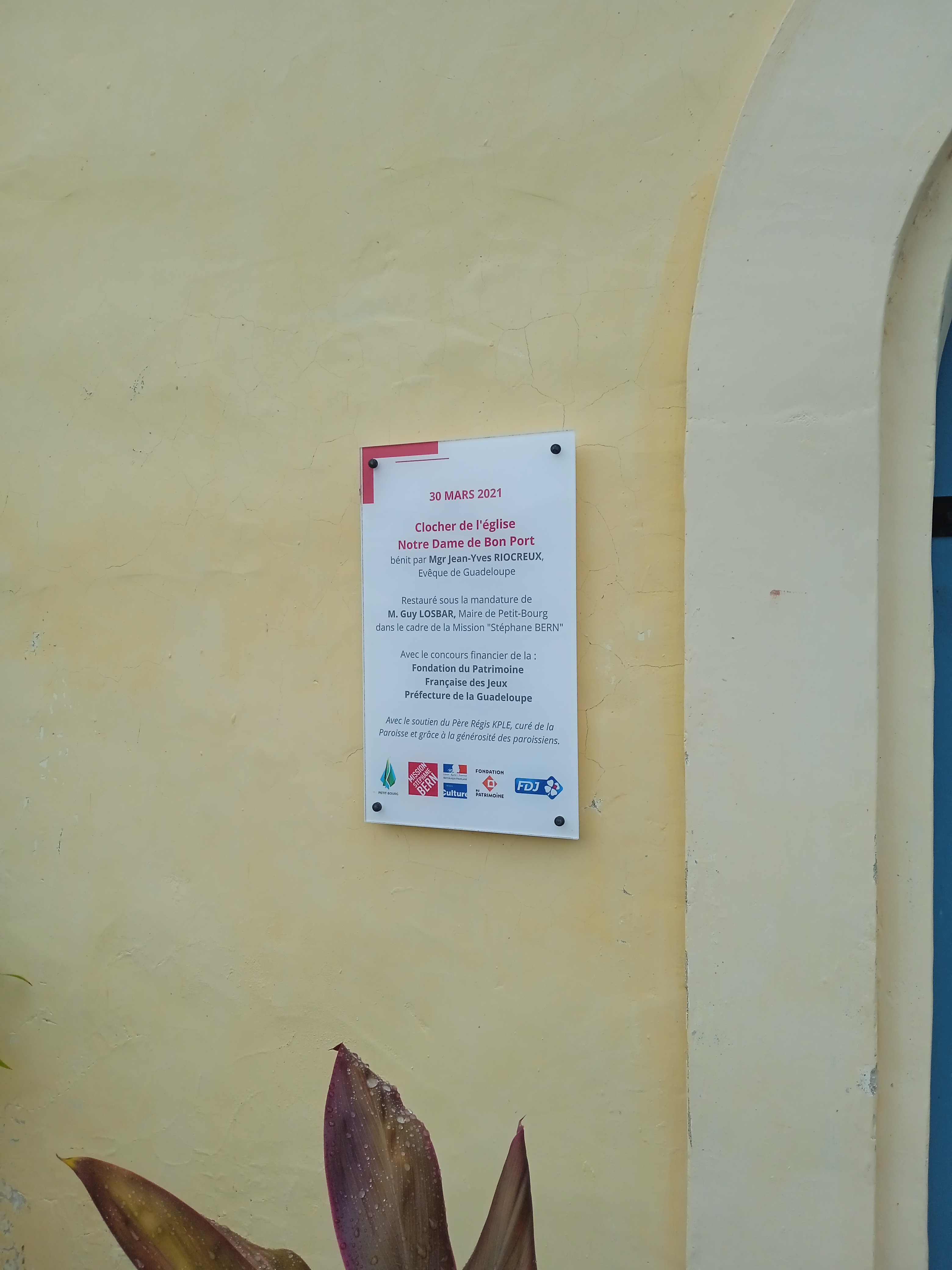
Plaque à l'entrée du clocher de l'église Notre-Dame-de-l'Assomption de Petit-Bourg commémorant la restauration du 30 mars 2021.

### Le presbytère
Un presbytère est édifié dans les années 1830. Il remplace vraisemblablement un presbytère précédent qui a dû être détruit lors du cyclone du 26 juillet 1825. Cependant, le tremblement de terre de 1843 abat la nouvelle construction. Reconstruit, il est en mauvaise état au début du XXe siècle. Restauré en 1909, l'ouragan Okeechobee le dévaste. Il est alors entièrement refait en béton armé sur des plans d'Ali Tur.

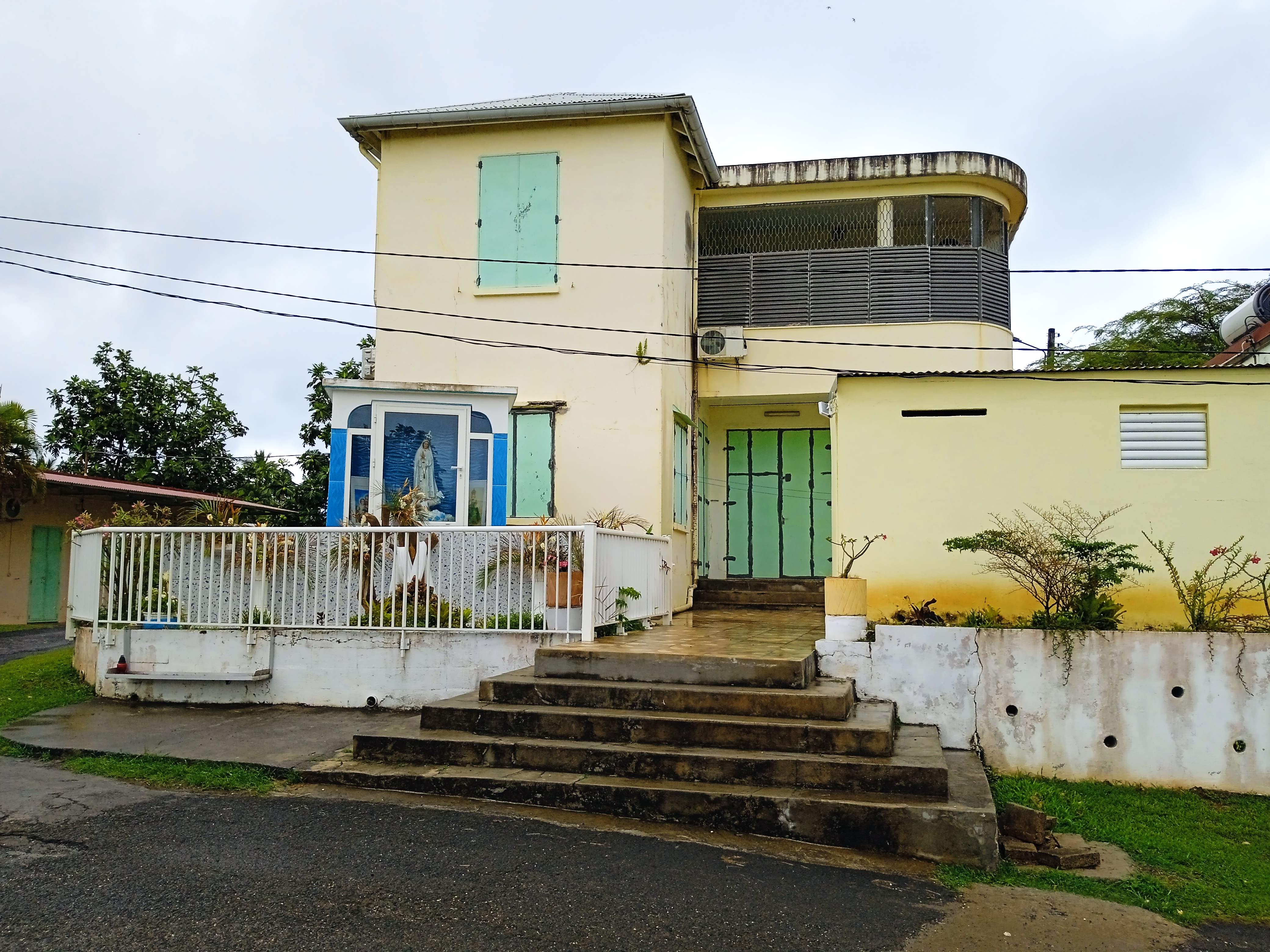
Presbytère de Petit-Bourg.